# Vochysia aurifera
Vochysia aurifera là một loài thực vật thuộc họ Vochysiaceae. Đây là loài đặc hữu của Honduras.